# 布哈傑爾區

36°30′11″N 8°06′19″E / 36.5030°N 8.1052°E
布哈傑爾區（阿拉伯语：‎），是阿爾及利亞的行政區，位於該國東北部，由塔里夫省負責管轄，首府設於布哈傑爾，面積481平方公里，2008年人口45,708，人口密度每平方公里95人。